# Tomorrow Can Wait
Singles de David Guetta
Delirious
(2008) Everytime We Touch
(2009)
Singles par Chris Willis
Love Is Gone
(2007) Everytime We Touch
(2009)
Tomorrow Can Wait est le quatrième single de l'album Pop Life de David Guetta. Le DJ est en collaboration avec le chanteur américain Chris Willis. La version officielle est remixé par le DJ allemand Tocadisco.

## Clip vidéo
Il met en vedette Chris Willis (qui tourne son premier clip) et l'actrice et mannequin Kelly Thibaud. Ils interprètent des policiers américain qui font leur ronde le soir.

## Liste des pistes
- France CD Single

1. Tomorrow Can Wait (Radio Edit) — 3:10
2. Tomorrow Can Wait (Club Mix) — 6:44

- Europe CD Single

1. "Tomorrow Can Wait" (Radio Edit) — 3:10
2. "Tomorrow Can Wait" (Tocadisco Evil Mix) — 6:07
3. "Tomorrow Can Wait" (Arias Seat Ibiza Remix) — 7:21
4. "Tomorrow Can Wait" (Sharam Remix DG Edit) — 6:21
5. "Tomorrow Can Wait" (Club Mix) — 6:44

- CD-Maxi Virgin (EMI) 18/07/2008

1. Tomorrow Can Wait (Radio Edit)		3:09
2. Tomorrow Can Wait (Tocadisco Evil Mix)		4:59
3. Tomorrow Can Wait (Arias Seat Ibiza Remix)		7:15
4. Tomorrow Can Wait (Sharam Remix DG Edit)		6:19
5. Tomorrow Can Wait (Club Version)		6:43

## Classement par pays
| Pays                             | Meilleure position |
| -------------------------------- | ------------------ |
| France                           | 7                  |
| Bulgarie                         | 10                 |
| Pays-Bas                         | 21                 |
| Suisse                           | 43                 |
| Italie                           | 31                 |
| Autriche                         | 47                 |
| Allemagne                        | 35                 |
| Belgique Flandre                 | 44                 |
| Belgique Wallonie                | 19                 |
| France Club 40 Diffusion en club | 7                  |

## Historique de sortie
| Pays       | Date             | Format                            | Label         |
| ---------- | ---------------- | --------------------------------- | ------------- |
| France     | 7 juillet 2008   | Téléchargement digital, CD single | Ultra Records |
| États-Unis | 9 septembre 2008 | Téléchargement digital            | Ultra Records |